# Horisme gobiata
Horisme gobiata là một loài bướm đêm trong họ Geometridae.